# Karakalpakken

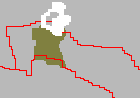
Vestigingsgebied van de Karakalpakken

De Karakalpakken, Kara Kalpak of Qara-Qalpaq; Karakalpaks: Qaraqalpaqtar; enkelvoud: Qaraqalpaq) zijn een aan de Kazachen verwante Turkse etnische groep waarvan het merendeel de Turkse taal Karakalpaks spreekt. Ze wonen vooral ten zuiden van het Aralmeer, rond de delta van de rivier de Amu Darja en ten oosten van de Kyzylkum-woestijn. Er zijn ongeveer 400.000 Karakalpakken.

## Geschiedenis
De benaming is afgeleid van de zwarte hoeden die ze droegen (Kara = zwart en Kalpak = hoed). 
Het is niet duidelijk waar ze van oorsprong vandaan kwamen. Ze zouden afgesplitst kunnen zijn van de zuidelijke Kazachse Gouden Horde in de 16e eeuw of afstammelingen kunnen zijn van de Nogai. Hun taal valt in dezelfde taalfamilie als het Koemaans. 
Het is ook onduidelijk of ze verwant zijn met een groep van Turkse stammen die in de Middeleeuwen de zuidelijke grenzen van verschillende Russische vorstendommen bewaakten, en die ook Karakalpakken (Russisch: Tsjernye Kloboeki) werden genoemd.
Na de Russische verovering van Turkestan en de Russische Revolutie kreeg dit volk een eigen gebied toegewezen: de Karakalpakse autonome oblast, die van de Kazachse SSR werd afgesplitst en uiteindelijk bij de Oezbeekse SSR werd gevoegd als de Karakalpakse ASSR, hoewel ze meer verwant zijn met de Kazachen. 
Bij het uiteenvallen van de Sovjet-Unie kregen ze binnen Oezbekistan een autonome republiek Karakalpakstan, al is deze autonomie in de praktijk beperkt. Kazachstan ziet zich nog steeds als de 'beschermheer' van dit volk. Een gedeelte van de Karakalpakken heeft al sinds lange tijd de wens om zich aan te sluiten bij Kazachstan.

## Cultuur
De karakalpakken zijn van oorsprong landbouwers en vissers. De visserij heeft ernstig geleden onder het droogvallen van grote gedeelten van het Aralmeer. De landbouw bestaat vooral uit het verbouwen van katoen. De Karakalpakken zijn weinig geürbaniseerd, maar door de slechte economische en levensomstandigheden (zoals de giftige zandstormen die steeds frequenter optreden vanuit de Aral Kum), trekken steeds meer van hen naar steden als Nukus.
Als hun religie wordt vaak het Soennisme (Hanafi) genoemd, maar Soefisme is ook populair onder de bevolking. Met name de belangrijkste stromingen (tariqas) daarvan: de Naqshbandiyya, Yassawiyya en Kubrawiyya.

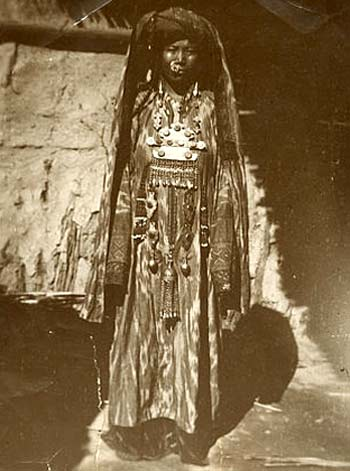
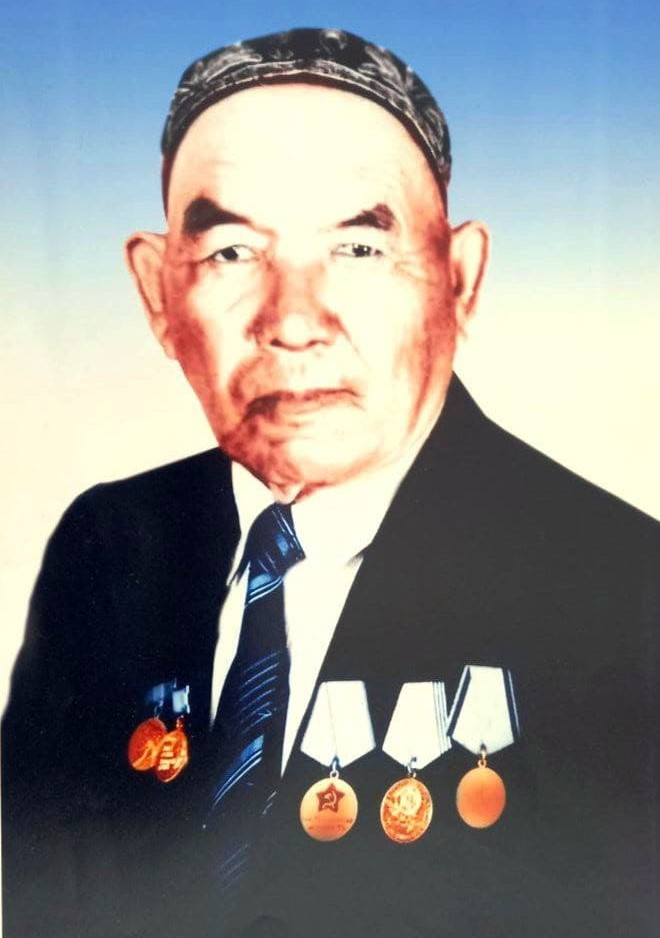
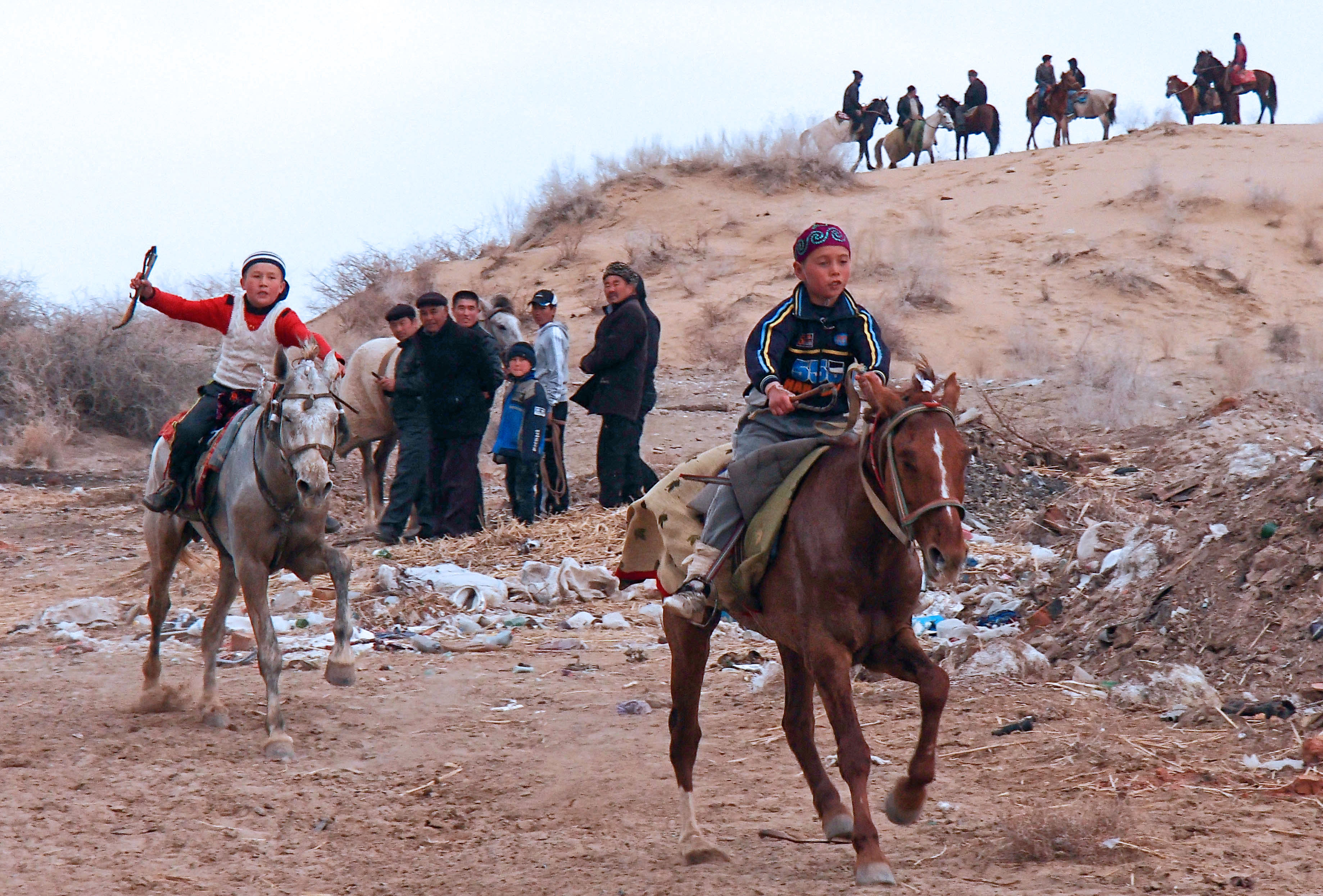
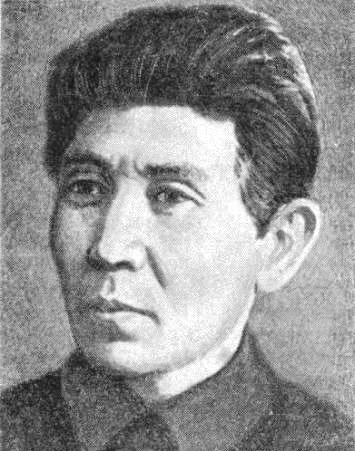
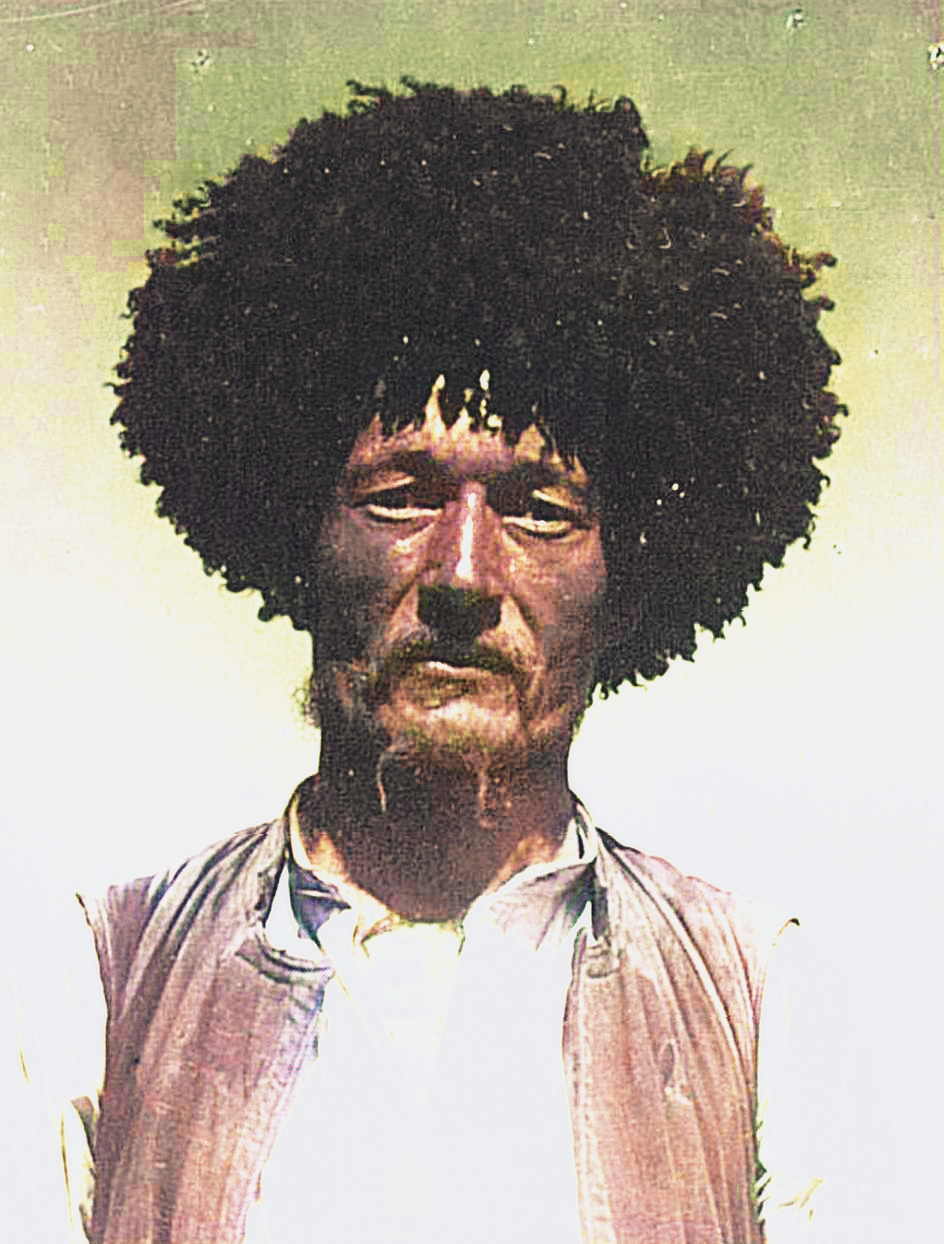
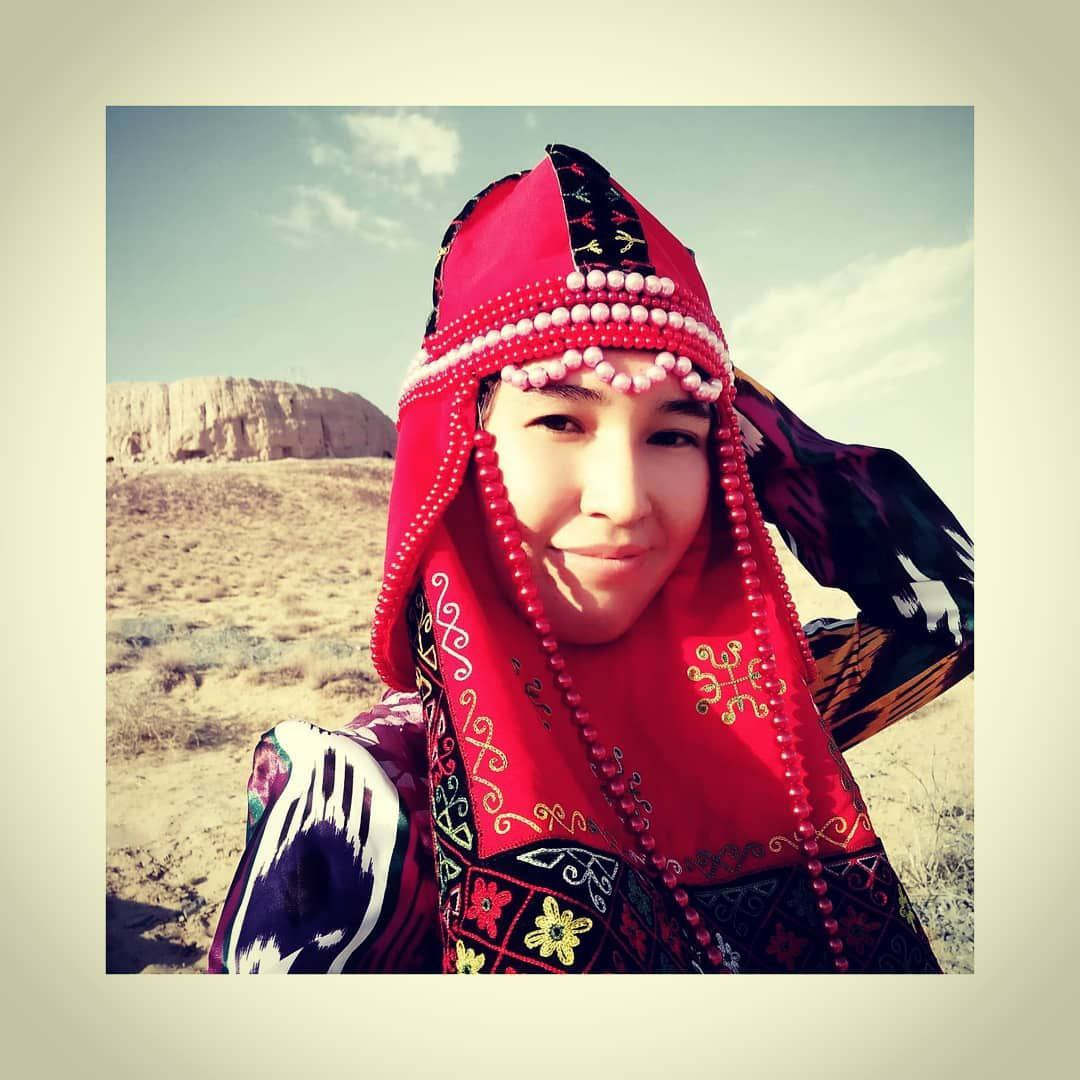
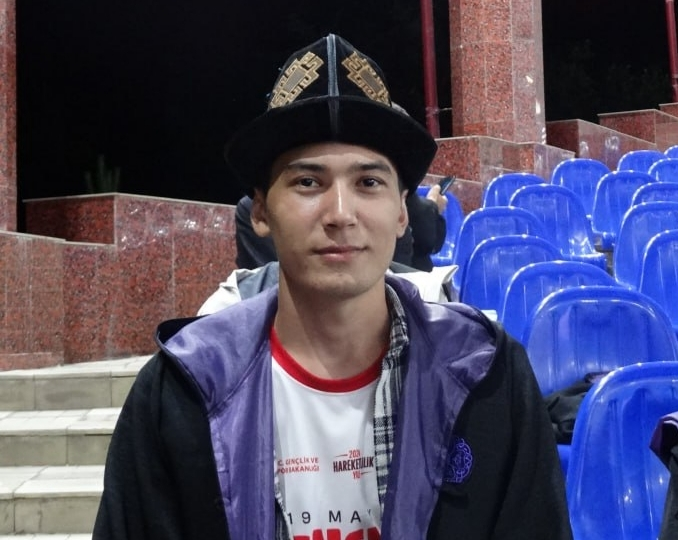
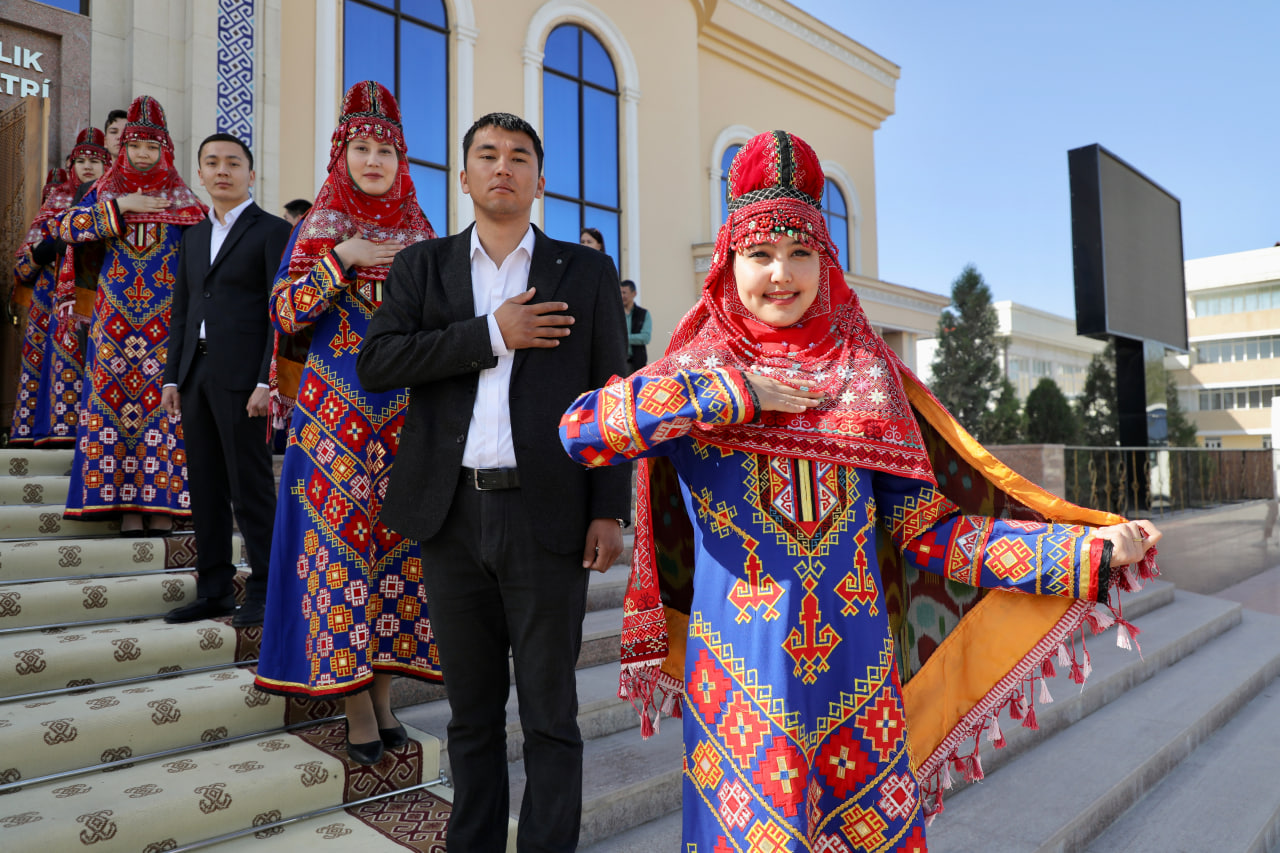
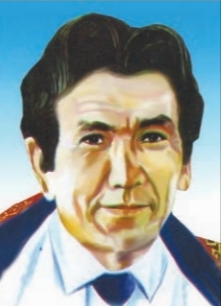